# Salif Ballo
Salif Ballo (Bamako, 22 agosto 1988) è un ex calciatore maliano, di ruolo attaccante.

## Carriera
Ha giocato nella massima serie dei campionati azero ed algerino.